# Kongolo
Kongolo – miasto we wschodniej Demokratycznej Republice Konga, w prowincji Katanga, nad rzeką Lualabą (górnym biegiem Konga). Działa tu port rzeczny, stacja kolejowa i port lotniczy z nieutwardzonym pasem startowym. Źródłem utrzymania mieszkańców są rybołówstwo, rolnictwo i handel.